# 帆楚蛛
帆楚蛛（学名：Zygiella calyptrata）为肖峭科楚蛛属的动物。分布于缅甸、马来西亚以及中国大陆的云南等地。该物种的模式产地在云南。